# شخض كاميروني
شخض كاميروني (الاسم العلمي:Justicia camerunensis) هو نوع غير مؤكد من النباتات يتبع جنس الشخض من الفصيلة الأقنتية.